# Alpinia caerulea
Alpinia caerulea är en enhjärtbladig växtart som först beskrevs av Robert Brown, och fick sitt nu gällande namn av George Bentham. Alpinia caerulea ingår i släktet Alpinia och familjen Zingiberaceae. Inga underarter finns listade i Catalogue of Life.

## Bildgalleri

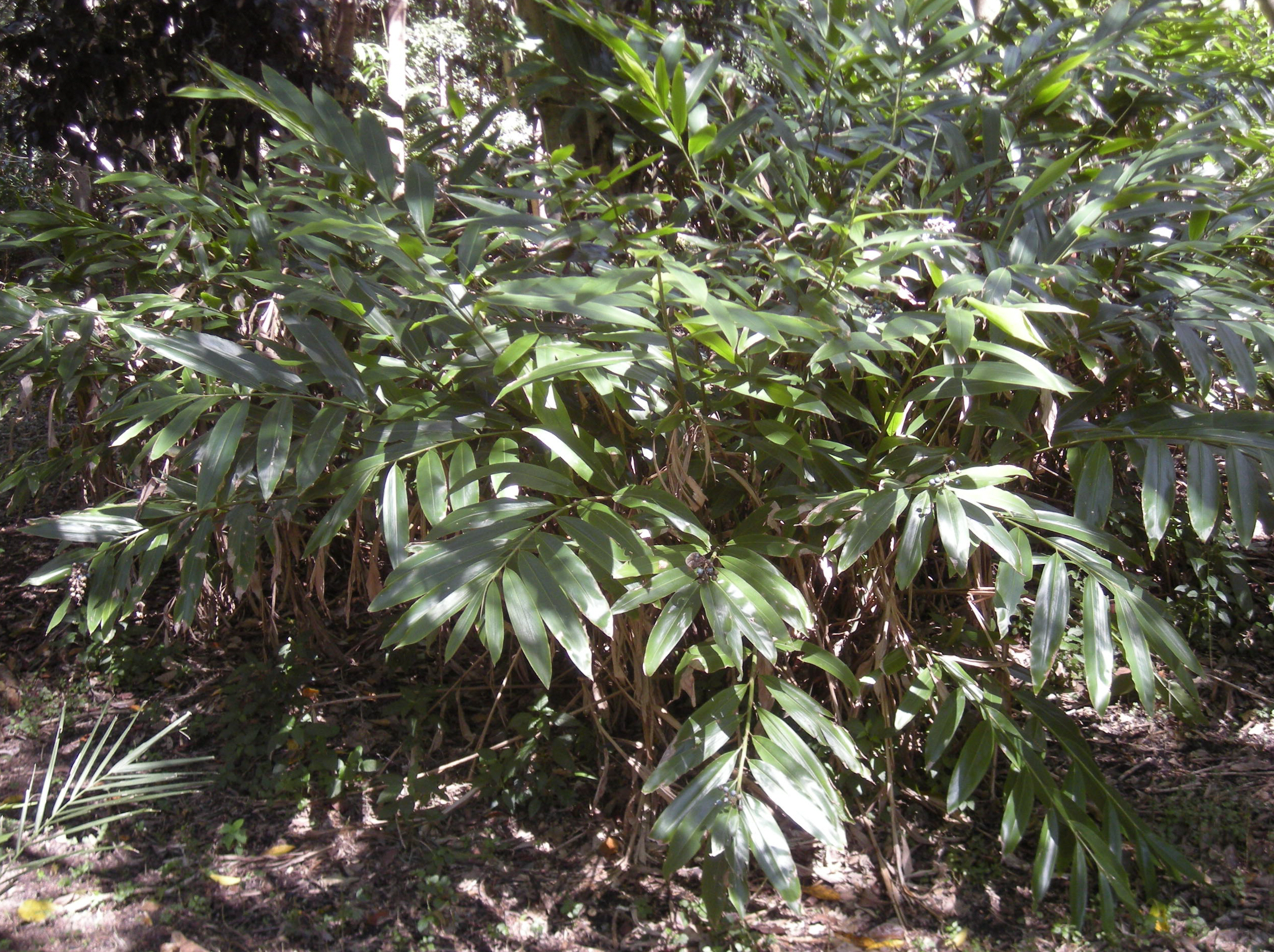